# Giuseppe Fiorelli
Giuseppe Fiorelli (7 de junio de 1823 - 28 de enero de 1896) fue un arqueólogo italiano. Sus excavaciones en Pompeya ayudaron a preservar la ciudad.

## Biografía
Fiorelli nació el 7 de junio de 1823 en Nápoles. Su trabajo inicial en Pompeya fue completado en 1848. Entonces fue encarcelado a causa de su aproximación radical a la arqueología y sus fuertes sentimientos nacionalistas, lo que le llevó a tener problemas con el rey de Nápoles, Fernando II. Durante su estancia en la cárcel, escribió los tres volúmenes de su obra titulada Historia de las antigüedades pompeyanas (1860 – 1864). Posteriormente ejerció de profesor de arqueología en la Universidad de Nápoles y fue director de excavaciones (1860 – 1875), sirviendo al mismo tiempo como director del Museo Arqueológico Nacional de Nápoles desde 1863. 
Mientras era director de la excavación de Pompeya introdujo un sistema totalmente nuevo para el proyecto. En vez de excavar primero las calles, a fin de excavar las casas del suelo al techo, impuso un nuevo sistema de excavar de arriba abajo— lo cual constituía una mejor forma de preservar todo lo que se descubría. De este modo, toda la información recogida durante las excavaciones podía ser utilizada para ayudar a restaurar los edificios antiguos y sus interiores— a pesar de que la mayoría de las pinturas y los mosaicos de las paredes continuaban siendo arrancados y enviados a Nápoles. Además, organizó la topografía de la ciudad y la dividió en un sistema de "regiones", "insulae" y "domus", la cual se sigue utilizando hoy en día.
Fiorelli es conocido por sus calcos de yeso producidos por un proceso que fue bautizado con su nombre: el 'proceso Fiorelli'. Se dio cuenta de que cuando un cadáver u otro material orgánico ha sido enterrado en ceniza, al pudrirse deja una cavidad en la ceniza endurecida que lo rodea. Cuando se descubre dicha cavidad, se vierte yeso y se deja endurecer. Entonces, se retira cuidadosamente la ceniza exterior y el yeso replica la persona o el animal en el momento de su muerte. Este proceso dio información sobre cómo murió la gente en la erupción, lo que estaban haciendo en sus últimos momentos y la ropa que llevaban.
Fiorelli era conocido por su actitud abierta ante los estudiantes extranjeros. Fundó una escuela de formación donde tanto italianos como extranjeros podían aprender técnicas arqueológicas y realizar un peculiar estudio de los materiales y los métodos de construcción utilizados en Pompeya. Durante su mandato, numerosos estudiantes destacados acudieron al estudio de los restos de Pompeya. Incluido August Mau, en 1882, quien creó un sistema para categorizar las pinturas de Pompeya en un rango de distintos estilos decorativos.
En 1875 Fiorelli se convirtió en el director general de Bellas Artes y Antigüedades italianas, donde se mantuvo hasta su muerte. Su trabajo en Pompeya fue continuado por Michele Ruggiero, Giulio De Petra, Ettore Pais y Antonio Sogliano, quién comenzó a restaurar los techos de las casas con madera y azulejos para proteger las pinturas y los mosaicos de las paredes restantes.
Fiorelli murió por causas desconocidas el 28 de enero de 1896 en Nápoles.

## Trabajos
- "Osservazioni sopra talune monete rare di città greche".
- Monete inedite dell'Italia antica, Napoli 1845, 22, n.9.
- "Pompeianarum Antiquitatum Historia", la storia degli scavi di Pompei (1860 - 1864).
- Catálogo del Museo Nacional de Nápoles: Medagliere, Vol. I, Monete Greche, Museo Arqueológico Nacional de Nápoles, 1870
- Catálogo del Museo Nacional de Nápoles: Collezione Santangelo. Napoli, 1866-67.
- Descrizione di Pompei, 1875
- Guida di Pompei, Roma (Tipografia Elzeviriana) 1887, p. 112[1]